# 李进民
李进民（1926年7月—2025年1月22日），山东平度人，中国人民解放军将领、中国人民解放军中将。

## 生平
1938年8月参军，1943年7月加入中国共产党。曾参加莱芜、孟良崮、胶东、鲁南、 豫东、淮海、渡江、上海等战役战斗。
1950年6月至1952年9月随队赴朝参战，参加抗美援朝第二、三、四、五次战役。1954年12月毕业于解放军总高级步兵学校政治系。
1988年，授予中国人民解放军中将，曾任中國人民解放軍陸軍第二十八集團軍政治委员、中国人民解放军北京卫戍区政治委员。1990年4月退役。
2025年1月22日在北京病逝，享年98岁。讣告刊登在2025年2月14日的《解放军报》。